# Snoinajauratje
Snoinajauratje är en sjö i Sorsele kommun i Lappland och ingår i Umeälvens huvudavrinningsområde. Sjön har en area på 0,054 kvadratkilometer och ligger 793,8 meter över havet. Snoinajauratje ligger i Vindelfjällen Natura 2000-område. Sjön avvattnas av vattendraget Aimejukke.

## Delavrinningsområde
Snoinajauratje ingår i det delavrinningsområde (731282-154237) som SMHI kallar för Mynnar i Vuovosjaure. Medelhöjden är 697 meter över havet och ytan är 28,04 kvadratkilometer. Det finns inga avrinningsområden uppströms utan avrinningsområdet är högsta punkten. Aimejukke som avvattnar avrinningsområdet har biflödesordning 4, vilket innebär att vattnet flödar genom totalt 4 vattendrag innan det når havet efter 381 kilometer. Avrinningsområdet består mestadels av skog (64 procent), sankmarker (11 procent) och kalfjäll (23 procent). Avrinningsområdet har 0,41 kvadratkilometer vattenytor vilket ger det en sjöprocent på 1,5 procent.